# Musée de Salzbourg
Le Musée de Salzbourg, logé dans la Neue Residenz (où il a déménagé en 2005), est le musée d'histoire artistique et culturelle de la ville et de la région de Salzbourg, en Autriche. Il a commencé comme musée provincial et était précédemment connu comme Musée Carolino-Augusteum.

## Histoire

### Origines
Ayant Karl Aberle comme cofondateur, le Musée de Salzbourg est fondé en 1834, quand une petite collection de souvenirs militaires est rendu accessible au public, afin de formaliser les souvenirs des guerres napoléoniennes. Après la révolution de 1848, la collection est devenue officiellement le musée de la ville de Salzbourg.

### XXesiècle
En 1923, les objets d'histoire naturelle du musée sont donnés à la Maison de la nature (Haus de Natur). Un an plus tard, la collection culture populaire ouvre un secteur dans le Monatsschlössl (de) dans les parcs du château de Hellbrunn.
Pendant la Seconde Guerre mondiale, le musée souffre de trois bombes. La plupart de la collection avait déjà été déplacée dans des mines, servant de bunkers ; toutefois, le bâtiment est complètement détruit par la suite, avec de nombreux objets trop encombrants pour être déplacés. Plusieurs objets ont disparu de leurs bunkers pendant l'occupation américaine, y compris une collection de pièces d'or, conservée dans les mines de sel de Hallein. En 1967, un nouveau bâtiment est ouvert accueillant provisoirement le musée. Un débat au sujet d'un emplacement définitif et la plus digne du siège social du Musée de Salzbourg se prolonge pendant des décennies. Parallèlement, des branches du Musée de Salzbourg sont ouverts au cours de la période : La Domgrabungsmuseum en 1974, le Spielzeugmuseum (Musée du jouet) en 1978, et un nouveau Festungsmuseum (Musée Forteresse) en 2000. En 1997, promu par le Landeshauptmann Franz Schausberger, les élus locaux acceptent finalement la Neue Residenz comme nouvel emplacement du Musée de Salzbourg.

### XXIesiècle
Le musée rouvre ses portes à la Neue Residenz en 2005. En 2009, le musée a reçu le prix du Musée européen de l'année.

## Collections
- Mobilier du Palais d'Anif
- Arrangement de Mohr (ca. 1820) de Douce nuit, sainte nuit
- Le plus ancien modèle d'une clarinette basse
- Manuscrit original de la Missa Salisburgensis à 53 voci
- Sculptures du Maître d'Irrsdorf